# Euphorbia borenensis
Euphorbia borenensis är en törelväxtart som beskrevs av Michael George Gilbert. Euphorbia borenensis ingår i släktet törlar, och familjen törelväxter. Inga underarter finns listade i Catalogue of Life.